# Eleanor Brandon
Eleanor Brandon (Suffolk, 1519 – Penrith, 27 settembre 1547) era l'ultima figlia di Charles Brandon, duca di Suffolk, e della principessa Maria Tudor, figlia di Enrico VII d'Inghilterra e sorella minore di Enrico VIII d'Inghilterra. Eleanor era quindi cugina di Edoardo VI d'Inghilterra, di Maria I d'Inghilterra e di Elisabetta I d'Inghilterra.

## Vita
Eleanor ebbe due sorellastre, nate dal precedente matrimonio del padre: Anne (morta nel 1558) e Mary (1510 – c.a. 1544). Sua sorella Frances era la madre di Jane Grey, regina d'Inghilterra per nove giorni. Aveva due fratelli, entrambi chiamati Henry, uno morto a sei anni e uno a undici che fu Conte di Lindon. Quando Maria Tudor morì, Charles si risposò nuovamente ed ebbe altri due figli.
Nel 1537 il padre la diede in sposa a Henry Clifford, II conte di Cumberland. Dal matrimonio nacquero tre figli:
- Margaret (1540 – 1596), che sposò Henry Stanley, quarto conte di Derby.

- Henry. Morto giovane.
- Charles. Morto giovane.

## Morte
Eleanor fu annoverata tra gli eredi alla corona d'Inghilterra dallo zio Enrico VIII, nel caso che i propri stessi figli, Edoardo, Maria ed Elisabetta, fossero morti senza prole. Lei e i suoi figli sarebbero venuti subito dopo la sorella maggiore Frances e la sua prole. Eleanor però morì, appena ventottenne, nel 1547, lo stesso anno in cui salì al trono suo cugino Edoardo VI d'Inghilterra, il quale modificò il testamento del padre eliminando le sorellastre Maria ed Elisabetta dalla successione.
Henry Clifford si risposò con Anna Dacre da cui ebbe altri sei figli.

## Successione
Dopo la morte di Edoardo salì quindi sul trono Jane Grey. Maria, la figlia primogenita di Enrico VIII, rivendicò però i propri diritti ereditari, riuscì a salire sul trono e fece condannare a morte la cugina usurpatrice Jane.
Dopo la morte di Maria I, ascese al trono Elisabetta I che, ultima appartenente alla dinastia Tudor, governò l'Inghilterra fino alla morte, avvenuta nel 1603. L'unica discendente di Eleanor, Margaret, morì però pochi anni prima, nel 1596. Salì allora al trono uno Stuart, Giacomo I di Scozia, figlio di Maria Stuarda e pronipote di Margherita Tudor, zia materna di Eleanor.

## Genealogia
|                                 |                                 |                                 |                                 |                                 |                                 |                         |                         |                  |                  |                  |                  |                |                | Enrico VII d'Inghilterra | Enrico VII d'Inghilterra | Enrico VII d'Inghilterra | Enrico VII d'Inghilterra | Enrico VII d'Inghilterra | Enrico VII d'Inghilterra |                            |                            |                            |                            |                            |                            | Elisabetta di York       | Elisabetta di York       | Elisabetta di York       | Elisabetta di York       | Elisabetta di York       | Elisabetta di York       |                |                |                 |                 |                 |                 |                 |                 |                 |                 |                 |                 |                   |                   |                   |                   |                   |                   |  |  |  |  |  |  |  |  |  |  |  |  |  |  |  |  |  |  |  |  |  |  |  |  |  |  |  |  |  |  |  |  |  |  |  |  |  |  |  |  |  |  |  |  |
|                                 |                                 |                                 |                                 |                                 |                                 |                         |                         |                  |                  |                  |                  |                |                | Enrico VII d'Inghilterra | Enrico VII d'Inghilterra | Enrico VII d'Inghilterra | Enrico VII d'Inghilterra | Enrico VII d'Inghilterra | Enrico VII d'Inghilterra |                            |                            |                            |                            |                            |                            | Elisabetta di York       | Elisabetta di York       | Elisabetta di York       | Elisabetta di York       | Elisabetta di York       | Elisabetta di York       |                |                |                 |                 |                 |                 |                 |                 |                 |                 |                 |                 |                   |                   |                   |                   |                   |                   |  |  |  |  |  |  |  |  |  |  |  |  |  |  |  |  |  |  |  |  |  |  |  |  |  |  |  |  |  |  |  |  |  |  |  |  |  |  |  |  |  |  |  |  |
|                                 |                                 |                                 |                                 |                                 |                                 |                         |                         |                  |                  |                  |                  |                |                |                          |                          |                          |                          |                          |                          |                            |                            |                            |                            |                            |                            |                          |                          |                          |                          |                          |                          |                |                |                 |                 |                 |                 |                 |                 |                 |                 |                 |                 |                   |                   |                   |                   |                   |                   |  |  |  |  |  |  |  |  |  |  |  |  |  |  |  |  |  |  |  |  |  |  |  |  |  |  |  |  |  |  |  |  |  |  |  |  |  |  |  |  |  |  |  |  |
|                                 |                                 |                                 |                                 |                                 |                                 |                         |                         |                  |                  |                  |                  |                |                |                          |                          |                          |                          |                          |                          |                            |                            |                            |                            |                            |                            |                          |                          |                          |                          |                          |                          |                |                |                 |                 |                 |                 |                 |                 |                 |                 |                 |                 |                   |                   |                   |                   |                   |                   |  |  |  |  |  |  |  |  |  |  |  |  |  |  |  |  |  |  |  |  |  |  |  |  |  |  |  |  |  |  |  |  |  |  |  |  |  |  |  |  |  |  |  |  |
|                                 |                                 |                                 |                                 | Margherita Tudor                | Margherita Tudor                | Margherita Tudor        | Margherita Tudor        | Margherita Tudor | Margherita Tudor |                  |                  |                |                |                          |                          |                          |                          |                          |                          | Enrico VIII d'Inghilterra  | Enrico VIII d'Inghilterra  | Enrico VIII d'Inghilterra  | Enrico VIII d'Inghilterra  | Enrico VIII d'Inghilterra  | Enrico VIII d'Inghilterra  |                          |                          |                          |                          |                          |                          |                |                |                 |                 |                 |                 | Maria Tudor     | Maria Tudor     | Maria Tudor     | Maria Tudor     | Maria Tudor     | Maria Tudor     |                   |                   |                   |                   |                   |                   |  |  |  |  |  |  |  |  |  |  |  |  |  |  |  |  |  |  |  |  |  |  |  |  |  |  |  |  |  |  |  |  |  |  |  |  |  |  |  |  |  |  |  |  |
|                                 |                                 |                                 |                                 | Margherita Tudor                | Margherita Tudor                | Margherita Tudor        | Margherita Tudor        | Margherita Tudor | Margherita Tudor |                  |                  |                |                |                          |                          |                          |                          |                          |                          | Enrico VIII d'Inghilterra  | Enrico VIII d'Inghilterra  | Enrico VIII d'Inghilterra  | Enrico VIII d'Inghilterra  | Enrico VIII d'Inghilterra  | Enrico VIII d'Inghilterra  |                          |                          |                          |                          |                          |                          |                |                |                 |                 |                 |                 | Maria Tudor     | Maria Tudor     | Maria Tudor     | Maria Tudor     | Maria Tudor     | Maria Tudor     |                   |                   |                   |                   |                   |                   |  |  |  |  |  |  |  |  |  |  |  |  |  |  |  |  |  |  |  |  |  |  |  |  |  |  |  |  |  |  |  |  |  |  |  |  |  |  |  |  |  |  |  |  |
|                                 |                                 |                                 |                                 |                                 |                                 |                         |                         |                  |                  |                  |                  |                |                |                          |                          |                          |                          |                          |                          |                            |                            |                            |                            |                            |                            |                          |                          |                          |                          |                          |                          |                |                |                 |                 |                 |                 |                 |                 |                 |                 |                 |                 |                   |                   |                   |                   |                   |                   |  |  |  |  |  |  |  |  |  |  |  |  |  |  |  |  |  |  |  |  |  |  |  |  |  |  |  |  |  |  |  |  |  |  |  |  |  |  |  |  |  |  |  |  |
| Giacomo V di Scozia             | Giacomo V di Scozia             | Giacomo V di Scozia             | Giacomo V di Scozia             | Giacomo V di Scozia             | Giacomo V di Scozia             | Margaret Douglas        | Margaret Douglas        | Margaret Douglas | Margaret Douglas | Margaret Douglas | Margaret Douglas |                |                | Maria I d'Inghilterra    | Maria I d'Inghilterra    | Maria I d'Inghilterra    | Maria I d'Inghilterra    | Maria I d'Inghilterra    | Maria I d'Inghilterra    | Elisabetta I d'Inghilterra | Elisabetta I d'Inghilterra | Elisabetta I d'Inghilterra | Elisabetta I d'Inghilterra | Elisabetta I d'Inghilterra | Elisabetta I d'Inghilterra | Edoardo VI d'Inghilterra | Edoardo VI d'Inghilterra | Edoardo VI d'Inghilterra | Edoardo VI d'Inghilterra | Edoardo VI d'Inghilterra | Edoardo VI d'Inghilterra |                |                | Frances Brandon | Frances Brandon | Frances Brandon | Frances Brandon | Frances Brandon | Frances Brandon | Eleanor Brandon | Eleanor Brandon | Eleanor Brandon | Eleanor Brandon | Eleanor Brandon   | Eleanor Brandon   |                   |                   |                   |                   |  |  |  |  |  |  |  |  |  |  |  |  |  |  |  |  |  |  |  |  |  |  |  |  |  |  |  |  |  |  |  |  |  |  |  |  |  |  |  |  |  |  |  |  |
| Giacomo V di Scozia             | Giacomo V di Scozia             | Giacomo V di Scozia             | Giacomo V di Scozia             | Giacomo V di Scozia             | Giacomo V di Scozia             | Margaret Douglas        | Margaret Douglas        | Margaret Douglas | Margaret Douglas | Margaret Douglas | Margaret Douglas |                |                | Maria I d'Inghilterra    | Maria I d'Inghilterra    | Maria I d'Inghilterra    | Maria I d'Inghilterra    | Maria I d'Inghilterra    | Maria I d'Inghilterra    | Elisabetta I d'Inghilterra | Elisabetta I d'Inghilterra | Elisabetta I d'Inghilterra | Elisabetta I d'Inghilterra | Elisabetta I d'Inghilterra | Elisabetta I d'Inghilterra | Edoardo VI d'Inghilterra | Edoardo VI d'Inghilterra | Edoardo VI d'Inghilterra | Edoardo VI d'Inghilterra | Edoardo VI d'Inghilterra | Edoardo VI d'Inghilterra |                |                | Frances Brandon | Frances Brandon | Frances Brandon | Frances Brandon | Frances Brandon | Frances Brandon | Eleanor Brandon | Eleanor Brandon | Eleanor Brandon | Eleanor Brandon | Eleanor Brandon   | Eleanor Brandon   |                   |                   |                   |                   |  |  |  |  |  |  |  |  |  |  |  |  |  |  |  |  |  |  |  |  |  |  |  |  |  |  |  |  |  |  |  |  |  |  |  |  |  |  |  |  |  |  |  |  |
|                                 |                                 |                                 |                                 |                                 |                                 |                         |                         |                  |                  |                  |                  |                |                |                          |                          |                          |                          |                          |                          |                            |                            |                            |                            |                            |                            |                          |                          |                          |                          |                          |                          |                |                |                 |                 |                 |                 |                 |                 |                 |                 |                 |                 |                   |                   |                   |                   |                   |                   |  |  |  |  |  |  |  |  |  |  |  |  |  |  |  |  |  |  |  |  |  |  |  |  |  |  |  |  |  |  |  |  |  |  |  |  |  |  |  |  |  |  |  |  |
| Maria Stuarda, regina di Scozia | Maria Stuarda, regina di Scozia | Maria Stuarda, regina di Scozia | Maria Stuarda, regina di Scozia | Maria Stuarda, regina di Scozia | Maria Stuarda, regina di Scozia | Enrico Stuart           | Enrico Stuart           | Enrico Stuart    | Enrico Stuart    | Enrico Stuart    | Enrico Stuart    | Charles Stuart | Charles Stuart | Charles Stuart           | Charles Stuart           | Charles Stuart           | Charles Stuart           |                          |                          |                            |                            |                            |                            | Jane Grey                  | Jane Grey                  | Jane Grey                | Jane Grey                | Jane Grey                | Jane Grey                | Catherine Grey           | Catherine Grey           | Catherine Grey | Catherine Grey | Catherine Grey  | Catherine Grey  | Mary Grey       | Mary Grey       | Mary Grey       | Mary Grey       | Mary Grey       | Mary Grey       |                 |                 | Margaret Clifford | Margaret Clifford | Margaret Clifford | Margaret Clifford | Margaret Clifford | Margaret Clifford |  |  |  |  |  |  |  |  |  |  |  |  |  |  |  |  |  |  |  |  |  |  |  |  |  |  |  |  |  |  |  |  |  |  |  |  |  |  |  |  |  |  |  |  |
| Maria Stuarda, regina di Scozia | Maria Stuarda, regina di Scozia | Maria Stuarda, regina di Scozia | Maria Stuarda, regina di Scozia | Maria Stuarda, regina di Scozia | Maria Stuarda, regina di Scozia | Enrico Stuart           | Enrico Stuart           | Enrico Stuart    | Enrico Stuart    | Enrico Stuart    | Enrico Stuart    | Charles Stuart | Charles Stuart | Charles Stuart           | Charles Stuart           | Charles Stuart           | Charles Stuart           |                          |                          |                            |                            |                            |                            | Jane Grey                  | Jane Grey                  | Jane Grey                | Jane Grey                | Jane Grey                | Jane Grey                | Catherine Grey           | Catherine Grey           | Catherine Grey | Catherine Grey | Catherine Grey  | Catherine Grey  | Mary Grey       | Mary Grey       | Mary Grey       | Mary Grey       | Mary Grey       | Mary Grey       |                 |                 | Margaret Clifford | Margaret Clifford | Margaret Clifford | Margaret Clifford | Margaret Clifford | Margaret Clifford |  |  |  |  |  |  |  |  |  |  |  |  |  |  |  |  |  |  |  |  |  |  |  |  |  |  |  |  |  |  |  |  |  |  |  |  |  |  |  |  |  |  |  |  |
|                                 |                                 |                                 |                                 |                                 |                                 |                         |                         |                  |                  |                  |                  |                |                |                          |                          |                          |                          |                          |                          |                            |                            |                            |                            |                            |                            |                          |                          |                          |                          |                          |                          |                |                |                 |                 |                 |                 |                 |                 |                 |                 |                 |                 |                   |                   |                   |                   |                   |                   |  |  |  |  |  |  |  |  |  |  |  |  |  |  |  |  |  |  |  |  |  |  |  |  |  |  |  |  |  |  |  |  |  |  |  |  |  |  |  |  |  |  |  |  |
|                                 |                                 | Giacomo I d'Inghilterra         | Giacomo I d'Inghilterra         | Giacomo I d'Inghilterra         | Giacomo I d'Inghilterra         | Giacomo I d'Inghilterra | Giacomo I d'Inghilterra |                  |                  |                  |                  |                |                | Arbella Stuart           | Arbella Stuart           | Arbella Stuart           | Arbella Stuart           | Arbella Stuart           | Arbella Stuart           |                            |                            |                            |                            |                            |                            |                          |                          |                          |                          |                          |                          |                |                |                 |                 |                 |                 |                 |                 |                 |                 |                 |                 | ebbe discendenza  | ebbe discendenza  | ebbe discendenza  | ebbe discendenza  | ebbe discendenza  | ebbe discendenza  |  |  |  |  |  |  |  |  |  |  |  |  |  |  |  |  |  |  |  |  |  |  |  |  |  |  |  |  |  |  |  |  |  |  |  |  |  |  |  |  |  |  |  |  |
|                                 |                                 | Giacomo I d'Inghilterra         | Giacomo I d'Inghilterra         | Giacomo I d'Inghilterra         | Giacomo I d'Inghilterra         | Giacomo I d'Inghilterra | Giacomo I d'Inghilterra |                  |                  |                  |                  |                |                | Arbella Stuart           | Arbella Stuart           | Arbella Stuart           | Arbella Stuart           | Arbella Stuart           | Arbella Stuart           |                            |                            |                            |                            |                            |                            |                          |                          |                          |                          |                          |                          |                |                |                 |                 |                 |                 |                 |                 |                 |                 |                 |                 | ebbe discendenza  | ebbe discendenza  | ebbe discendenza  | ebbe discendenza  | ebbe discendenza  | ebbe discendenza  |  |  |  |  |  |  |  |  |  |  |  |  |  |  |  |  |  |  |  |  |  |  |  |  |  |  |  |  |  |  |  |  |  |  |  |  |  |  |  |  |  |  |  |  |

### Ascendenza
|                                    |               |                          | Genitori                                |  |  | Nonni |  |  | Bisnonni        |  |  | Trisnonni      |  |
|                                    |               |                          |                                         |  |  |       |  |  | William Brandon |  |  | Robert Brandon |  |
|                                    |               |                          |                                         |  |  |       |  |  | William Brandon |  |  | Robert Brandon |  |
|                                    |               | Ada Calthorpe            |                                         |  |  |       |  |  | William Brandon |  |  |                |  |
| sir William Brandon                |               |                          |                                         |  |  |       |  |  | William Brandon |  |  |                |  |
|                                    |               | Elizabeth Wingfield      | Robert Wingfield                        |  |  |       |  |  |                 |  |  |                |  |
|                                    |               | Elizabeth Wingfield      | Robert Wingfield                        |  |  |       |  |  |                 |  |  |                |  |
|                                    |               | Elizabeth Wingfield      | Elizabeth Goushill                      |  |  |       |  |  |                 |  |  |                |  |
| Charles Brandon, I duca di Suffolk |               | Elizabeth Wingfield      |                                         |  |  |       |  |  |                 |  |  |                |  |
|                                    |               | Henry Bruyn              | Maurice Bruyn                           |  |  |       |  |  |                 |  |  |                |  |
|                                    |               | Henry Bruyn              | Maurice Bruyn                           |  |  |       |  |  |                 |  |  |                |  |
|                                    |               | Henry Bruyn              | Elizabeth Retford                       |  |  |       |  |  |                 |  |  |                |  |
| Elizabeth Bruyn                    |               | Henry Bruyn              |                                         |  |  |       |  |  |                 |  |  |                |  |
|                                    |               | Elizabeth Darcy          | Robert Darcy                            |  |  |       |  |  |                 |  |  |                |  |
|                                    |               | Elizabeth Darcy          | Robert Darcy                            |  |  |       |  |  |                 |  |  |                |  |
|                                    |               | Elizabeth Darcy          | Alice FitzLangley                       |  |  |       |  |  |                 |  |  |                |  |
| lady Eleanor Brandon               |               | Elizabeth Darcy          |                                         |  |  |       |  |  |                 |  |  |                |  |
|                                    | Edmondo Tudor | Owen Tudor               |                                         |  |  |       |  |  |                 |  |  |                |  |
|                                    | Edmondo Tudor | Owen Tudor               |                                         |  |  |       |  |  |                 |  |  |                |  |
|                                    | Edmondo Tudor | Caterina di Valois       |                                         |  |  |       |  |  |                 |  |  |                |  |
| Enrico VII d'Inghilterra           | Edmondo Tudor |                          |                                         |  |  |       |  |  |                 |  |  |                |  |
|                                    |               | lady Margaret Beaufort   | John Beaufort, I duca di Somerset       |  |  |       |  |  |                 |  |  |                |  |
|                                    |               | lady Margaret Beaufort   | John Beaufort, I duca di Somerset       |  |  |       |  |  |                 |  |  |                |  |
|                                    |               | lady Margaret Beaufort   | Margaret Beauchamp di Bletso            |  |  |       |  |  |                 |  |  |                |  |
| Maria Tudor                        |               | lady Margaret Beaufort   |                                         |  |  |       |  |  |                 |  |  |                |  |
|                                    |               | Edoardo IV d'Inghilterra | Riccardo Plantageneto, III duca di York |  |  |       |  |  |                 |  |  |                |  |
|                                    |               | Edoardo IV d'Inghilterra | Riccardo Plantageneto, III duca di York |  |  |       |  |  |                 |  |  |                |  |
|                                    |               | Edoardo IV d'Inghilterra | Cecily Neville                          |  |  |       |  |  |                 |  |  |                |  |
| Elisabetta di York                 |               | Edoardo IV d'Inghilterra |                                         |  |  |       |  |  |                 |  |  |                |  |
|                                    |               | Elisabetta Woodville     | Richard Woodville                       |  |  |       |  |  |                 |  |  |                |  |
|                                    |               | Elisabetta Woodville     | Richard Woodville                       |  |  |       |  |  |                 |  |  |                |  |
|                                    |               | Elisabetta Woodville     | Giacometta di Lussemburgo               |  |  |       |  |  |                 |  |  |                |  |
|                                    |               | Elisabetta Woodville     |                                         |  |  |       |  |  |                 |  |  |                |  |